# Trzek
Ne doit pas être confondu avec Tržek.
Trzek (prononciation : [tʂɛk]) est un village polonais de la gmina de Kostrzyn dans le powiat de Poznań de la voïvodie de Grande-Pologne dans le centre-ouest de la Pologne.

## Géographie
Trzek se situe à 6 km au sud-ouest du centre de Kostrzyn, siège de la gmina, à 18 km à l'est-sud-est de Poznań, siège du powiat et capitale régionale, et à 262 km à l'ouest de Varsovie.

## Histoire
De 1975 à 1998, le village faisait partie du territoire de la voïvodie de Poznań.

Depuis 1999, Trzek est situé dans la voïvodie de Grande-Pologne.